# Sère (Gers)
Pour les articles homonymes, voir Sère.
Sère (Cèra en gascon) est une commune française située dans le sud du département du Gers en région Occitanie. Sur le plan historique et culturel, la commune est dans le pays d'Astarac, un territoire du sud gersois très vallonné, au sol argileux, qui longe le plateau de Lannemezan.
Exposée à un climat océanique altéré, elle est drainée par l'Arrats, la Lauze et par divers autres petits cours d'eau. La commune possède un patrimoine naturel remarquable : un site Natura 2000 (la « vallée et coteaux de la Lauze ») et deux zones naturelles d'intérêt écologique, faunistique et floristique.
Sère est une commune rurale qui compte 77 habitants en 2022, après avoir connu un pic de population de 395 habitants en 1831.  Ses habitants sont appelés les Sérois ou  Séroises.

## Géographie

### Communes limitrophes
Les communes limitrophes sont  Aussos, Bellegarde, Bézues-Bajon, Meilhan et Monties.
|                               | Bellegarde | Meilhan |
| Masseube (par un quadripoint) | Sère       | Monties |
| Bézues-Bajon                  | Aussos     |         |

### Géologie et relief
Sère se situe en zone de sismicité 2 (sismicité faible).

### Hydrographie

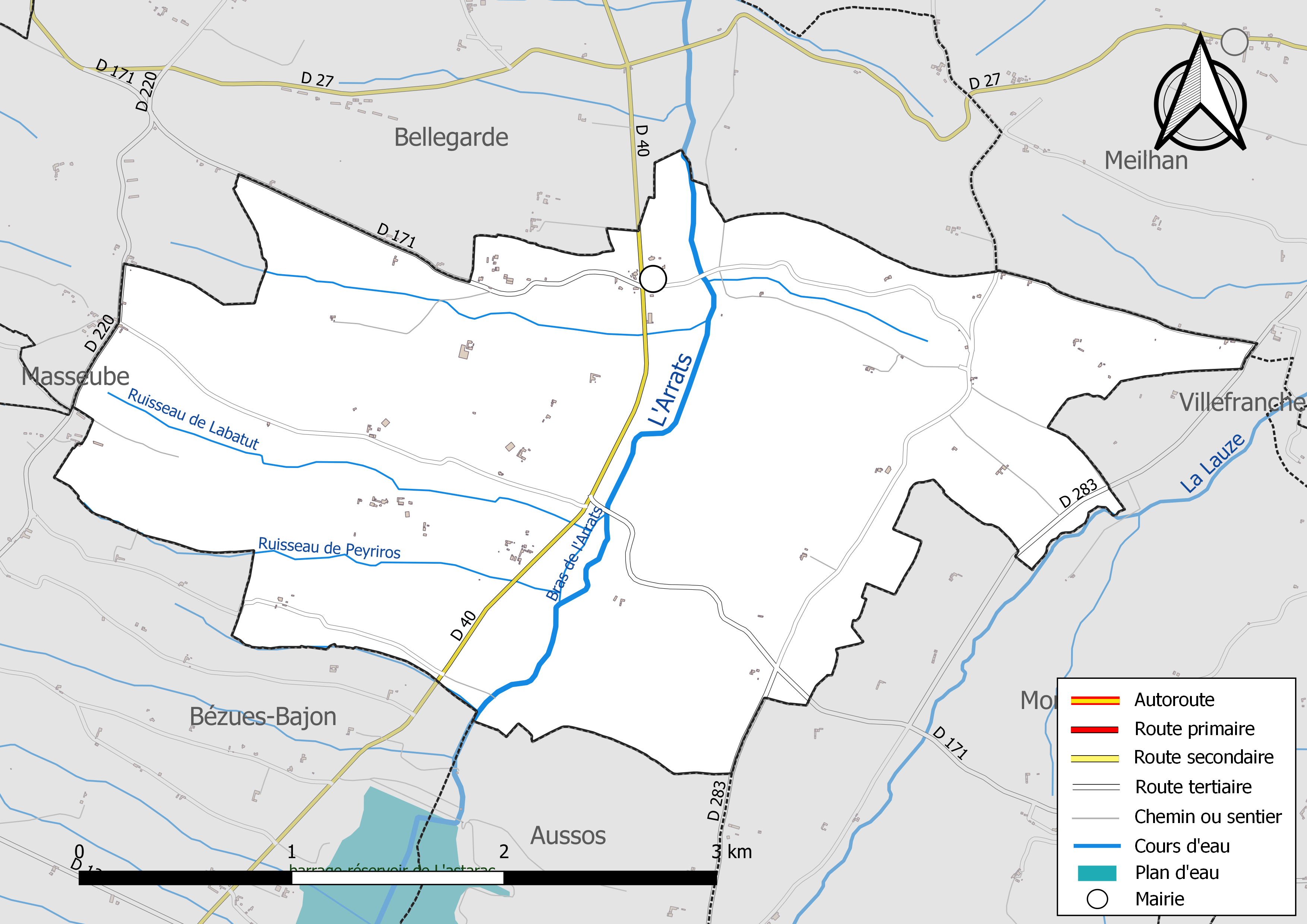
Réseaux hydrographique et routier de Sère.

La commune est dans le bassin de la Garonne, au sein du bassin hydrographique Adour-Garonne. Elle est drainée par l'Arrats, la Lauze, un bras de l'Arrats, le ruisseau de Labatut, le ruisseau de Peyriros, et par divers petits cours d'eau, qui constituent un réseau hydrographique de 12 km de longueur totale,.
L'Arrats, d'une longueur totale de 162,1 km, prend sa source dans la commune de Lannemezan et s'écoule vers le nord. Il traverse la commune et se jette dans la Garonne à Saint-Loup, après avoir traversé 66 communes.
La Lauze, d'une longueur totale de 22,9 km, prend sa source dans la commune d'Aussos et s'écoule du sud-est vers le nord-ouest. Elle traverse la commune et se jette dans la Gimone à Saramon, après avoir traversé 11 communes.

### Climat
Pour des articles plus généraux, voir Climat de l'Occitanie et Climat du Gers.
En 2010, le climat de la commune est de type climat océanique altéré, selon une étude s'appuyant sur une série de données couvrant la période 1971-2000. En 2020, Météo-France publie une typologie des climats de la France métropolitaine dans laquelle la commune est toujours exposée à un climat océanique altéré et est dans la région climatique Aquitaine, Gascogne, caractérisée par une pluviométrie abondante au printemps, modérée en automne, un faible ensoleillement au printemps, un été chaud (19,5 °C), des vents faibles, des brouillards fréquents en automne et en hiver et des orages fréquents en été (15 à 20 jours).
Pour la période 1971-2000, la température annuelle moyenne est de 12,9 °C, avec une amplitude thermique annuelle de 15,4 °C. Le cumul annuel moyen de précipitations est de 821 mm, avec 9,9 jours de précipitations en janvier et 6,6 jours en juillet. Pour la période 1991-2020, la température moyenne annuelle observée sur la station météorologique la plus proche, située dans la commune de Mirande à 23 km à vol d'oiseau, est de 13,6 °C et le cumul annuel moyen de précipitations est de 818,5 mm,. Pour l'avenir, les paramètres climatiques de la commune estimés pour 2050 selon différents scénarios d'émission de gaz à effet de serre sont consultables sur un site dédié publié par Météo-France en novembre 2022.

### Milieux naturels et biodiversité

#### Réseau Natura 2000

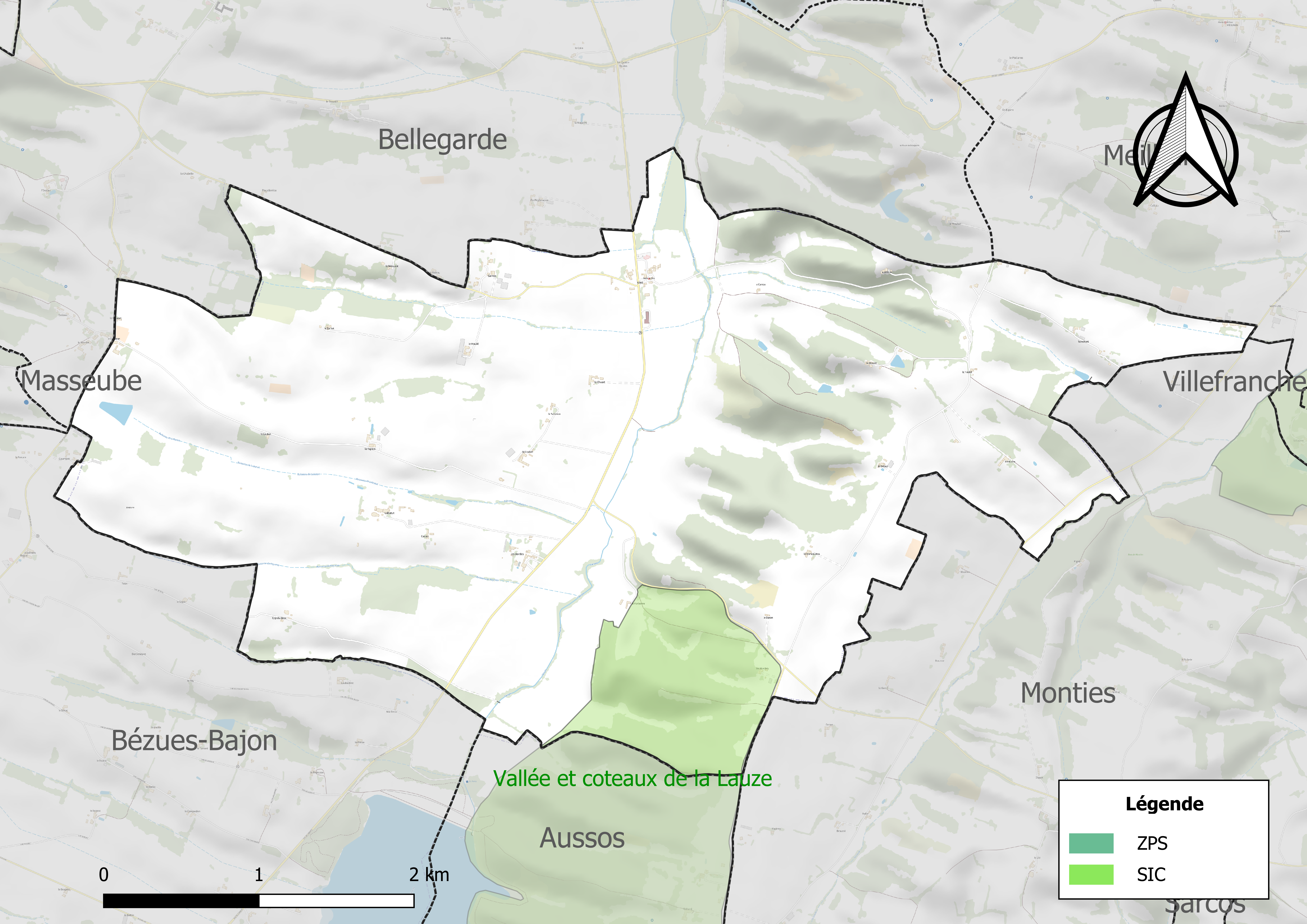
Site Natura 2000 sur le territoire communal.

Le réseau Natura 2000 est un réseau écologique européen de sites naturels d'intérêt écologique élaboré à partir des directives habitats et oiseaux, constitué de zones spéciales de conservation (ZSC) et de zones de protection spéciale (ZPS).
Un site Natura 2000 a été défini dans la commune au titre de la directive habitats : la « vallée et coteaux de la Lauze », d'une superficie de 5 399 ha, des coteaux occupés par un maillage bocager plus faiblement représenté dans le fond des vallées alluviales, avec des milieux à orchidées remarquables.

#### Zones naturelles d'intérêt écologique, faunistique et floristique
L’inventaire des zones naturelles d'intérêt écologique, faunistique et floristique (ZNIEFF) a pour objectif de réaliser une couverture des zones les plus intéressantes sur le plan écologique, essentiellement dans la perspective d’améliorer la connaissance du patrimoine naturel national et de fournir aux différents décideurs un outil d’aide à la prise en compte de l’environnement dans l’aménagement du territoire.
Une ZNIEFF de type 1 est recensée dans la commune :
le « plan d'eau de l'Astarac et coteau de l'Arrats » (859 ha), couvrant 4 communes du département et une ZNIEFF de type 2, : 
les « coteaux de la Lauze et de l'Arrats » (5 264 ha), couvrant 18 communes du département.

Carte des ZNIEFF de type 1 et 2 à Sère.
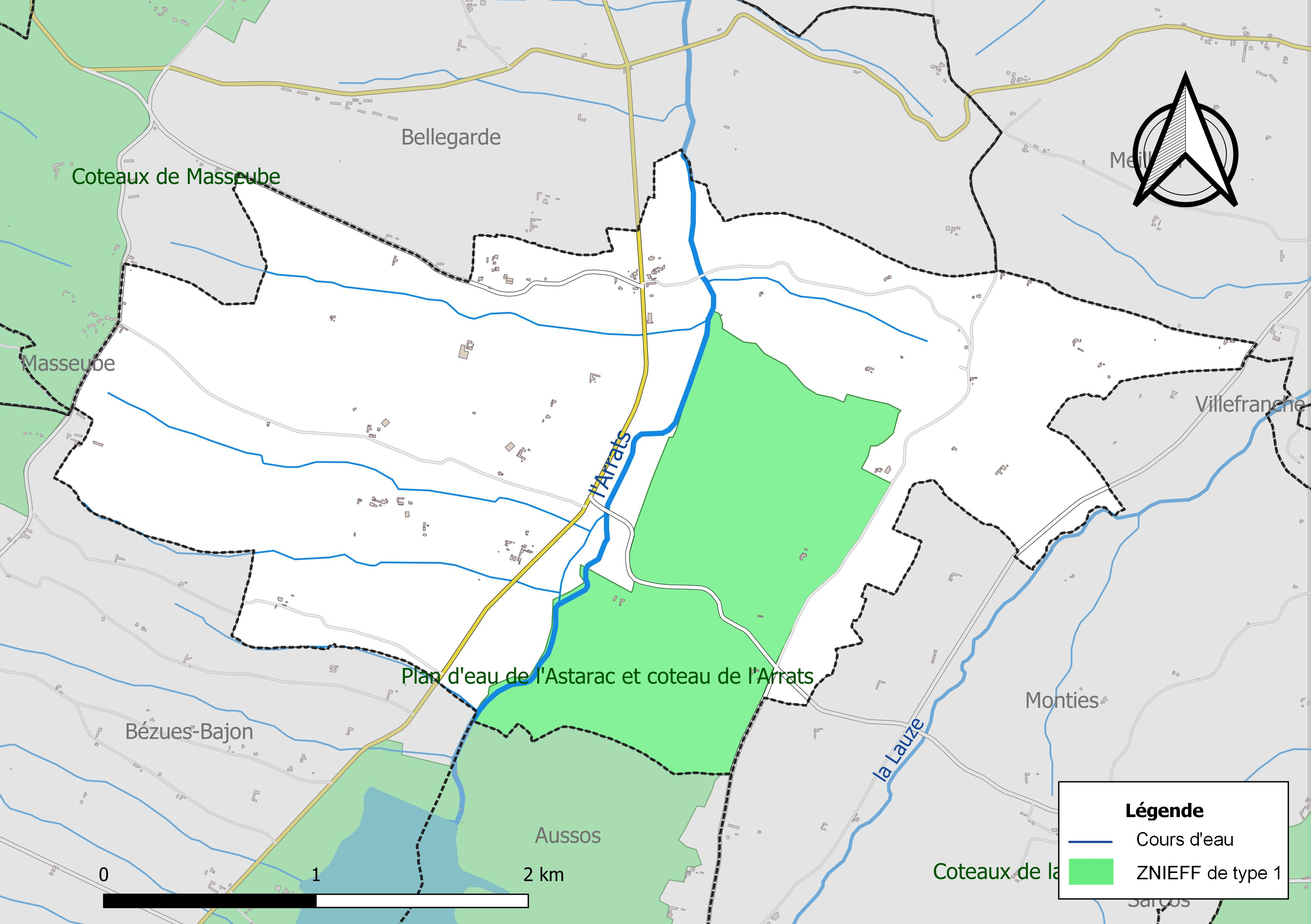
Carte de la ZNIEFF de type 1 dans la commune.
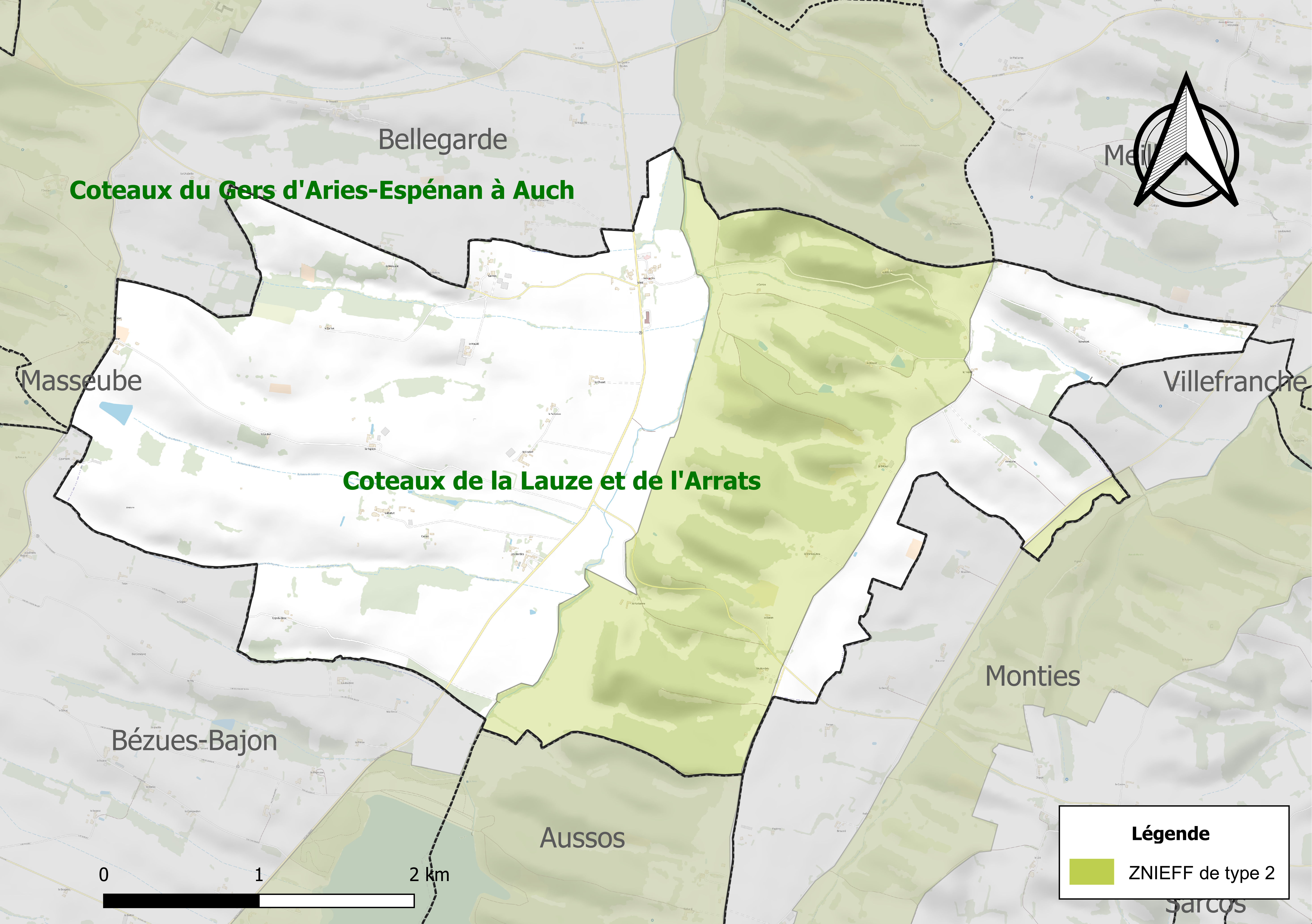
Carte de la ZNIEFF de type 2 dans la commune.

## Urbanisme

### Typologie
Au 1er janvier 2024, Sère est catégorisée commune rurale à habitat très dispersé, selon la nouvelle grille communale de densité à sept niveaux définie par l'Insee en 2022.
Elle est située hors unité urbaine et hors attraction des villes,.

### Occupation des sols
L'occupation des sols de la commune, telle qu'elle ressort de la base de données européenne d’occupation biophysique des sols Corine Land Cover (CLC), est marquée par l'importance des territoires agricoles (84,1 % en 2018), en augmentation par rapport à 1990 (79,7 %). La répartition détaillée en 2018 est la suivante : 
zones agricoles hétérogènes (57,2 %), terres arables (26,7 %), forêts (15,9 %), prairies (0,3 %). L'évolution de l’occupation des sols de la commune et de ses infrastructures peut être observée sur les différentes représentations cartographiques du territoire : la carte de Cassini (XVIIIe siècle), la carte d'état-major (1820-1866) et les cartes ou photos aériennes de l'IGN pour la période actuelle (1950 à aujourd'hui).

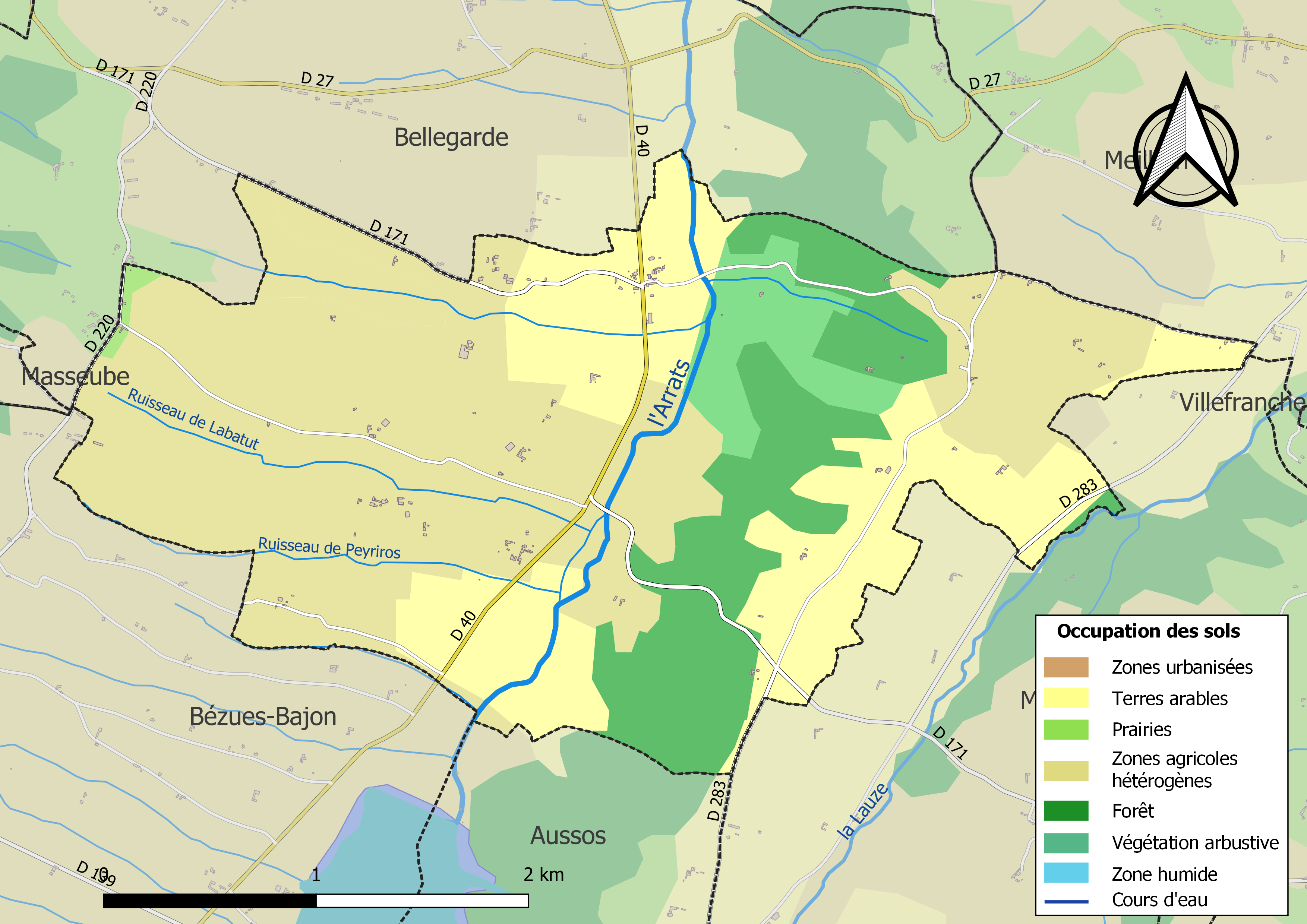
Carte des infrastructures et de l'occupation des sols de la commune en 2018 (CLC).

### Voies de communications et transports

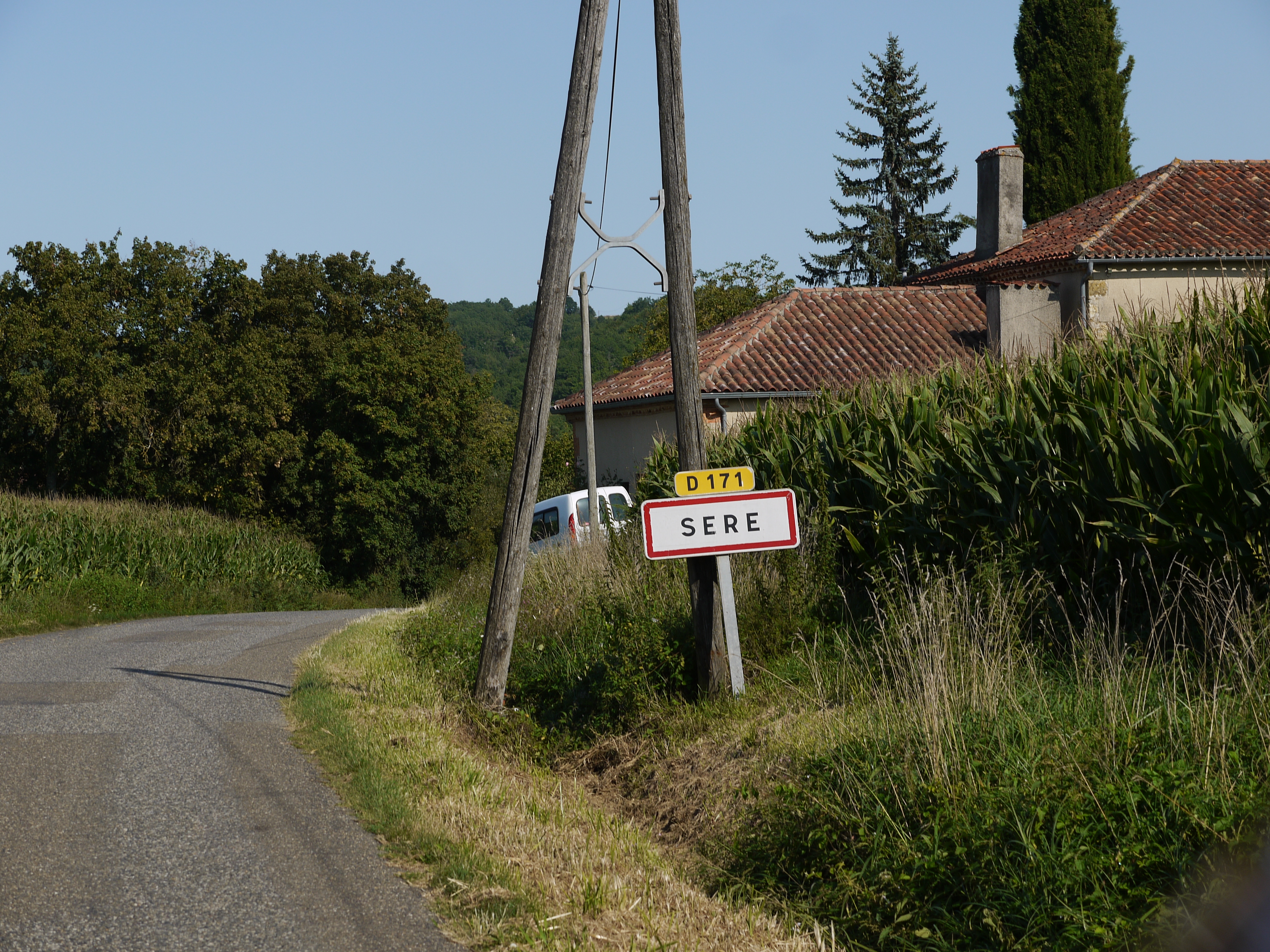
Entrée ouest du village.

### Risques majeurs
Le territoire de la commune de Sère est vulnérable à différents aléas naturels : météorologiques (tempête, orage, neige, grand froid, canicule ou sécheresse) et séisme (sismicité faible). Un site publié par le BRGM permet d'évaluer simplement et rapidement les risques d'un bien localisé soit par son adresse soit par le numéro de sa parcelle.

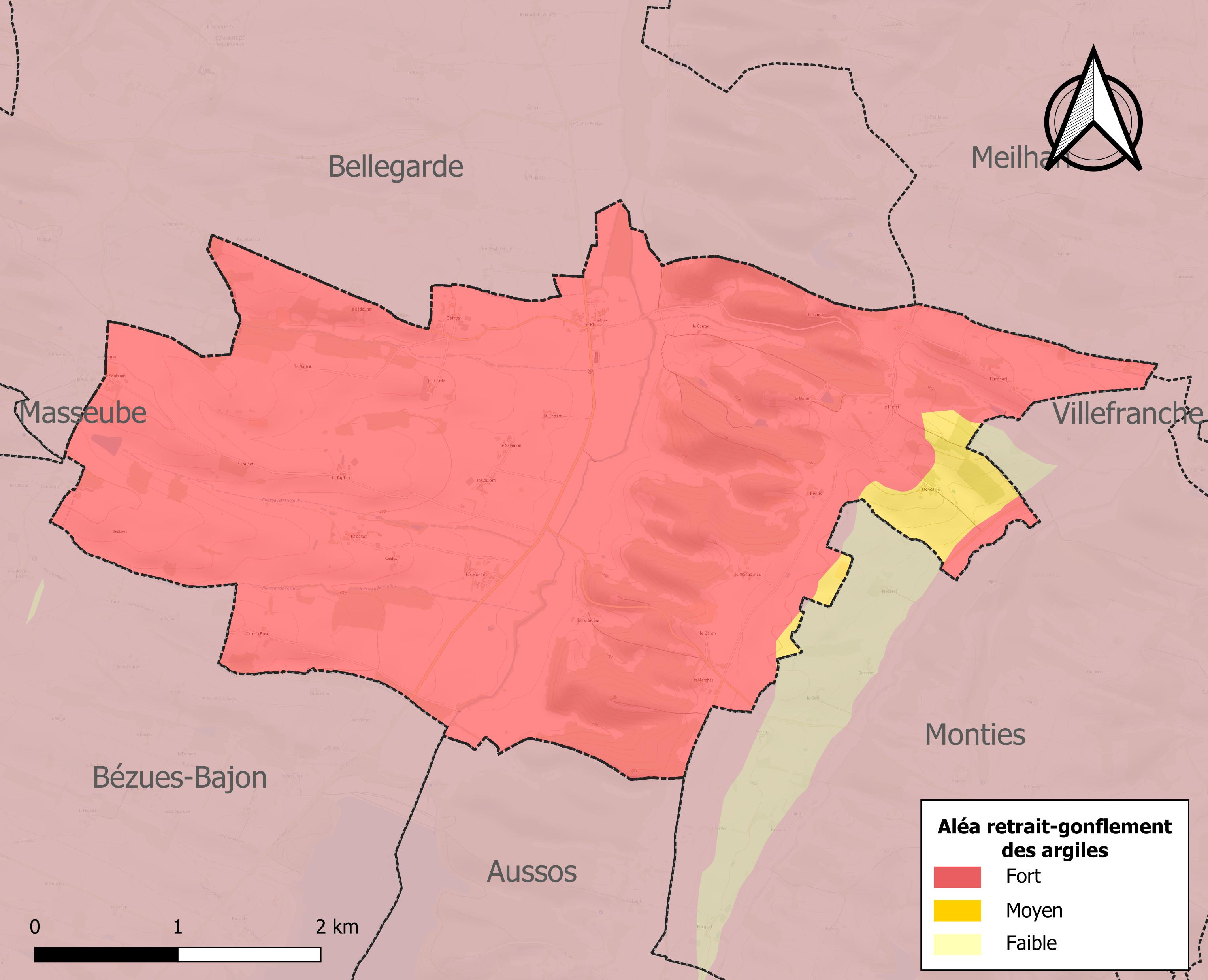
Carte des zones d'aléa retrait-gonflement des sols argileux de Sère.

Le retrait-gonflement des sols argileux est susceptible d'engendrer des dommages importants aux bâtiments en cas d’alternance de périodes de sécheresse et de pluie. La totalité de la commune est en aléa moyen ou fort (94,5 % au niveau départemental et 48,5 % au niveau national). Sur les 53 bâtiments dénombrés dans la commune en 2019, 53 sont en aléa moyen ou fort, soit 100 %, à comparer aux 93 % au niveau départemental et 54 % au niveau national. Une cartographie de l'exposition du territoire national au retrait gonflement des sols argileux est disponible sur le site du BRGM,.
Par ailleurs, afin de mieux appréhender le risque d’affaissement de terrain, l'inventaire national des cavités souterraines permet de localiser celles situées dans la commune.
La commune a été reconnue en état de catastrophe naturelle au titre des dommages causés par les inondations et coulées de boue survenues en 1999 et 2009. Concernant les mouvements de terrains, la commune a été reconnue en état de catastrophe naturelle au titre des dommages causés par la sécheresse en 1989, 1993 et 2011 et par des mouvements de terrain en 1999.

## Histoire

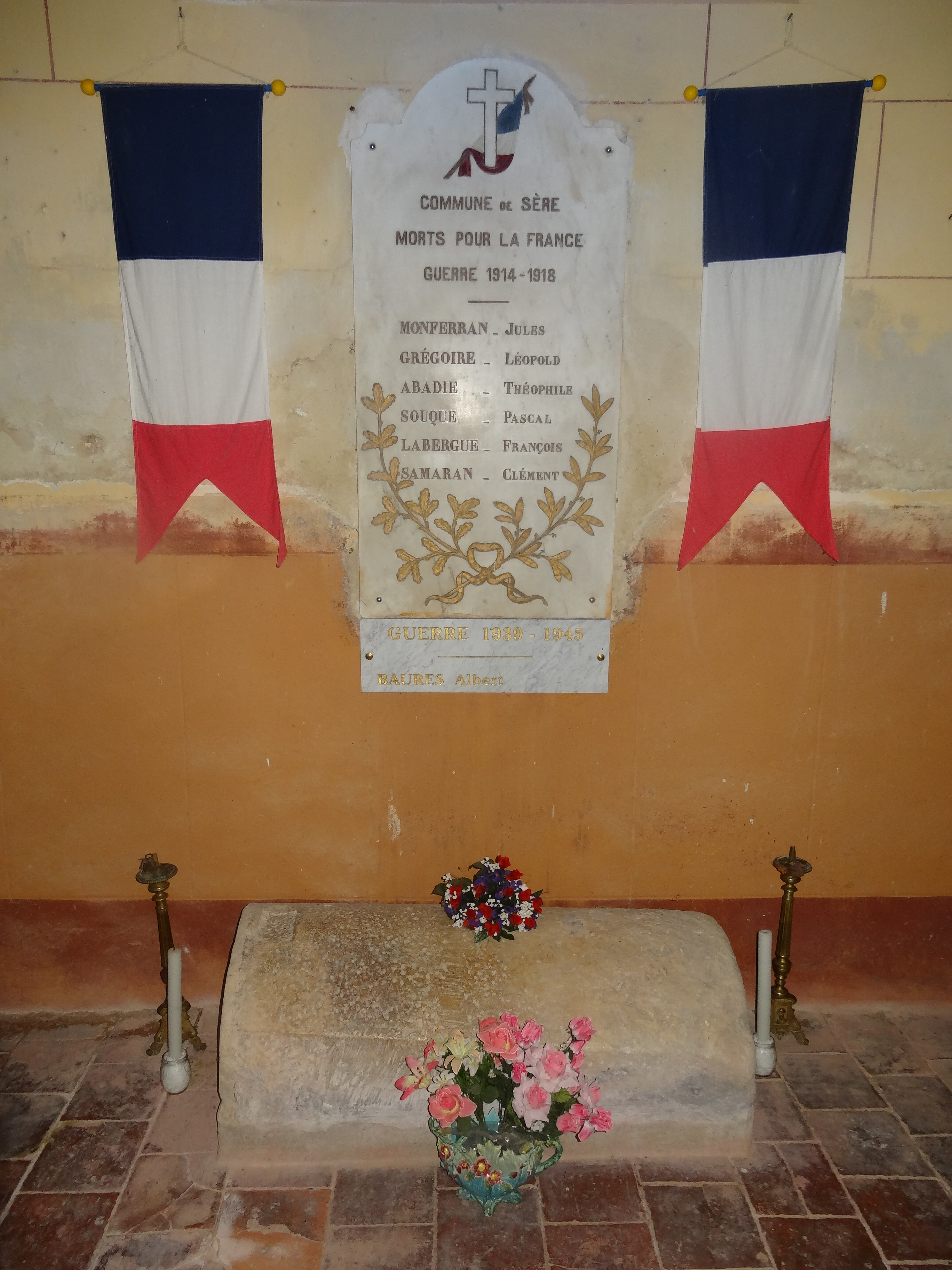
Le monument aux morts situé dans l'église.

## Politique et administration

### Liste des maires

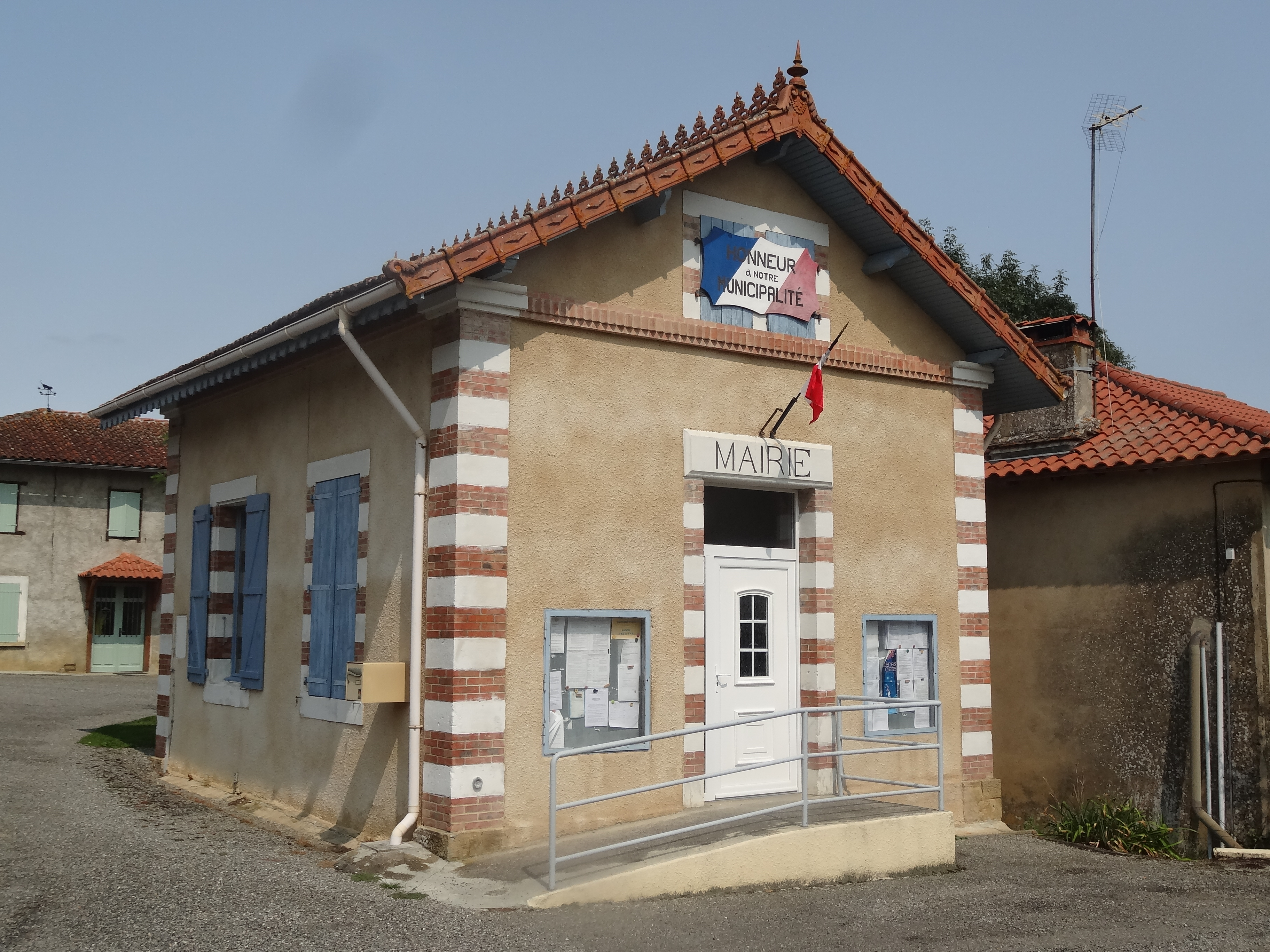
La mairie.

| Période                                  | Période  | Identité      | Étiquette | Qualité  |
| ---------------------------------------- | -------- | ------------- | --------- | -------- |
| avant 1981                               | 2008     | Roland Note   | PS        |          |
| mars 2008                                | 2014     | René Marchez  |           |          |
| mars 2014                                | 2020     | Yves Baup     | DVG       | Retraité |
| 2020                                     | En cours | Thierry Malin |           |          |
| Les données manquantes sont à compléter. |          |               |           |          |

## Population et société

### Démographie
| 1793 | 1800 | 1806 | 1821 | 1831 | 1841 | 1846 | 1851 | 1856 |
| ---- | ---- | ---- | ---- | ---- | ---- | ---- | ---- | ---- |
| 350  | 297  | 391  | 391  | 395  | 359  | 334  | 344  | 342  |

| 1861 | 1866 | 1872 | 1876 | 1881 | 1886 | 1891 | 1896 | 1901 |
| ---- | ---- | ---- | ---- | ---- | ---- | ---- | ---- | ---- |
| 314  | 309  | 292  | 310  | 286  | 269  | 246  | 234  | 207  |

| 1906 | 1911 | 1921 | 1926 | 1931 | 1936 | 1946 | 1954 | 1962 |
| ---- | ---- | ---- | ---- | ---- | ---- | ---- | ---- | ---- |
| 208  | 218  | 184  | 185  | 200  | 171  | 172  | 134  | 131  |

| 1968 | 1975 | 1982 | 1990 | 1999 | 2004 | 2006 | 2009 | 2014 |
| ---- | ---- | ---- | ---- | ---- | ---- | ---- | ---- | ---- |
| 137  | 114  | 119  | 101  | 98   | 92   | 92   | 92   | 80   |

| 2019 | 2022 | - | - | - | - | - | - | - |
| ---- | ---- | - | - | - | - | - | - | - |
| 80   | 77   | - | - | - | - | - | - | - |

### Manifestations culturelles et festivités

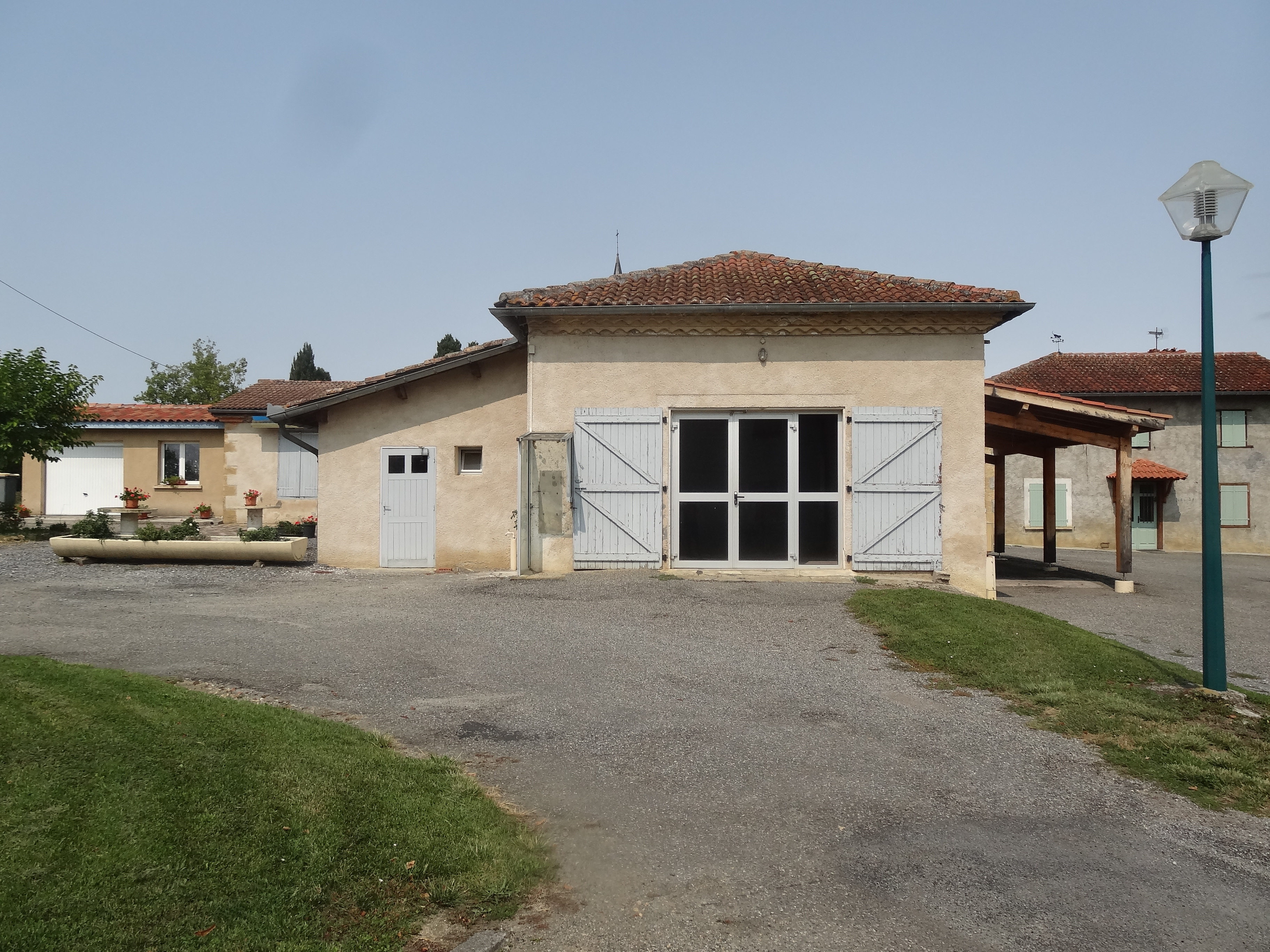
La salle des fêtes.

- Fête patronale : 11 novembre[29].

## Économie

### Emploi
|                | 2008  | 2013  | 2018  |
| -------------- | ----- | ----- | ----- |
| Commune        | 7,5 % | 0 %   | 0 %   |
| Département    | 6,1 % | 7,5 % | 8,2 % |
| France entière | 8,3 % | 10 %  | 10 %  |

En 2018, la population âgée de 15 à 64 ans s'élève à 39 personnes, parmi lesquelles on compte 71,8 % d'actifs (71,8 % ayant un emploi et 0 % de chômeurs) et 28,2 % d'inactifs,. En  2018, le taux de chômage communal (au sens du recensement) des 15-64 ans est inférieur à celui de la France et département, alors qu'en 2008 il était supérieur à celui du département et inférieur à celui de la France.
La commune est hors attraction des villes,. Elle compte 11 emplois en 2018, contre 12 en 2013 et 14 en 2008. Le nombre d'actifs ayant un emploi résidant dans la commune est de 28, soit un indicateur de concentration d'emploi de 41,1 % et un taux d'activité parmi les 15 ans ou plus de 38,4 %.
Sur ces 28 actifs de 15 ans ou plus ayant un emploi, 3 travaillent dans la commune, soit 11 % des habitants. Pour se rendre au travail, 92,9 % des habitants utilisent un véhicule personnel ou de fonction à quatre roues et 7,1 % n'ont pas besoin de transport (travail au domicile).

### Activités hors agriculture
6 établissements sont implantés  à Sère au 31 décembre 2019.
Le secteur du commerce de gros et de détail, des transports, de l'hébergement et de la restauration est prépondérant dans la commune puisqu'il représente 33,3 % du nombre total d'établissements de la commune (2 sur les 6 entreprises implantées  à Sère), contre 27,7 % au niveau départemental.

### Agriculture
|               | 1988 | 2000 | 2010 | 2020 |
| ------------- | ---- | ---- | ---- | ---- |
| Exploitations | 19   | 15   | 11   | 9    |
| SAU (ha)      | 564  | 609  | nd   | 353  |

La commune est dans l'Astarac, une petite région agricole englobant tout le Sud du département du Gers, un quart de sa superficie, et correspondant au pied de lʼéventail gascon. En 2020, l'orientation technico-économique de l'agriculture  dans la commune est la polyculture et/ou le polyélevage. Neuf exploitations agricoles ayant leur siège dans la commune sont dénombrées lors du recensement agricole de 2020 (19 en 1988). La superficie agricole utilisée est de 353 ha,,.

## Culture locale et patrimoine

### Monuments et lieux touristiques
- Église Saint-Martin : église classique datant du XVIIe/XVIIIe siècle. Elle conserve des vestiges de l'ancien monastère avec une porte romane couronnée d'un damier et située derrière l'autel. Elle comprend également une litre funéraire peinte[29] ;
- Ancien château de Sère. Le bâtiment figure sur le cadastre de 1829[33] et sur la carte d'Etat-major au XIXe siècle[34]. Aucun vestige de l'ancien château n'est aujourd'hui visible en élévation ;
- Ruines d'un moulin à eau.

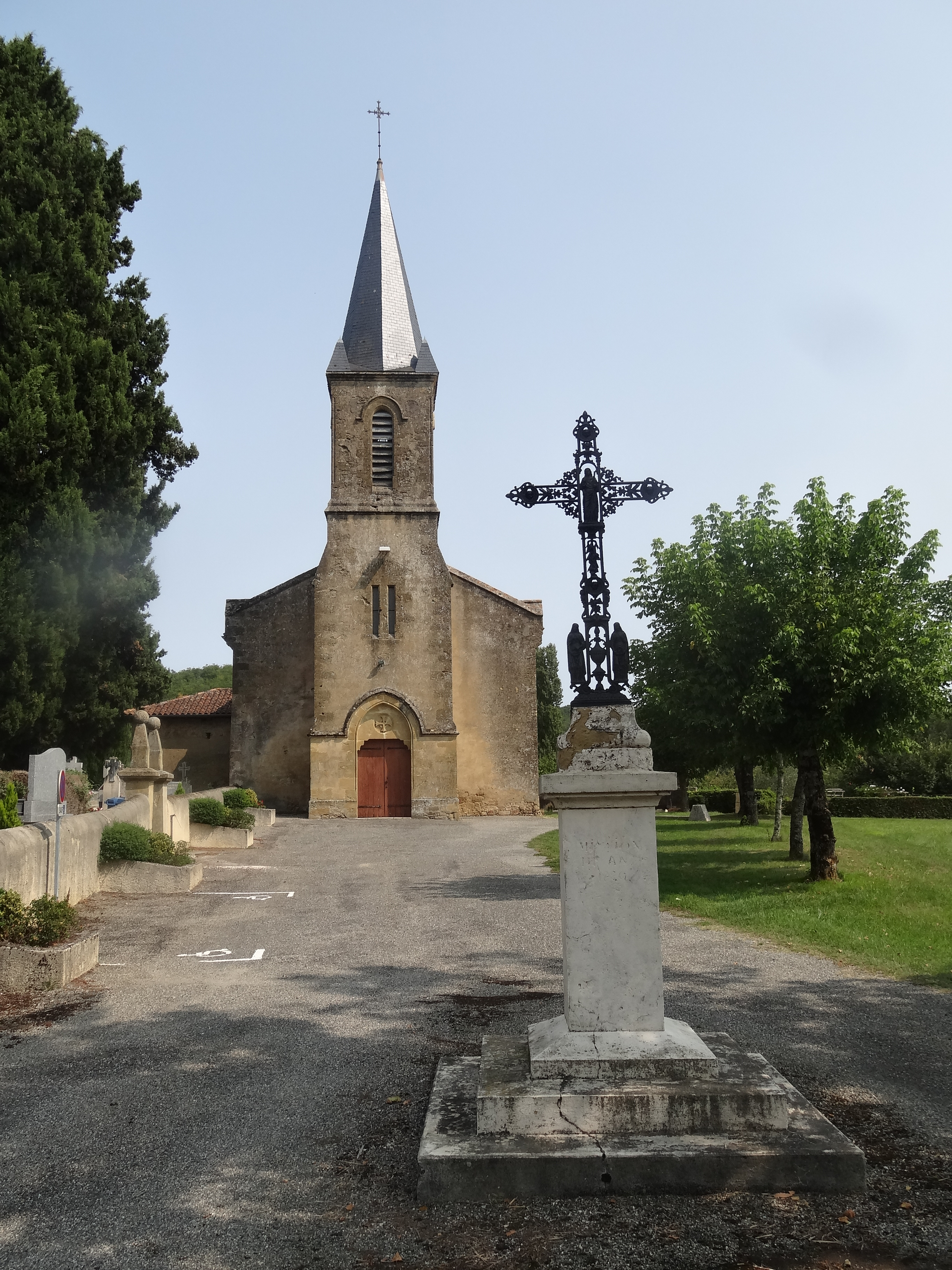
Le clocher de l'église.
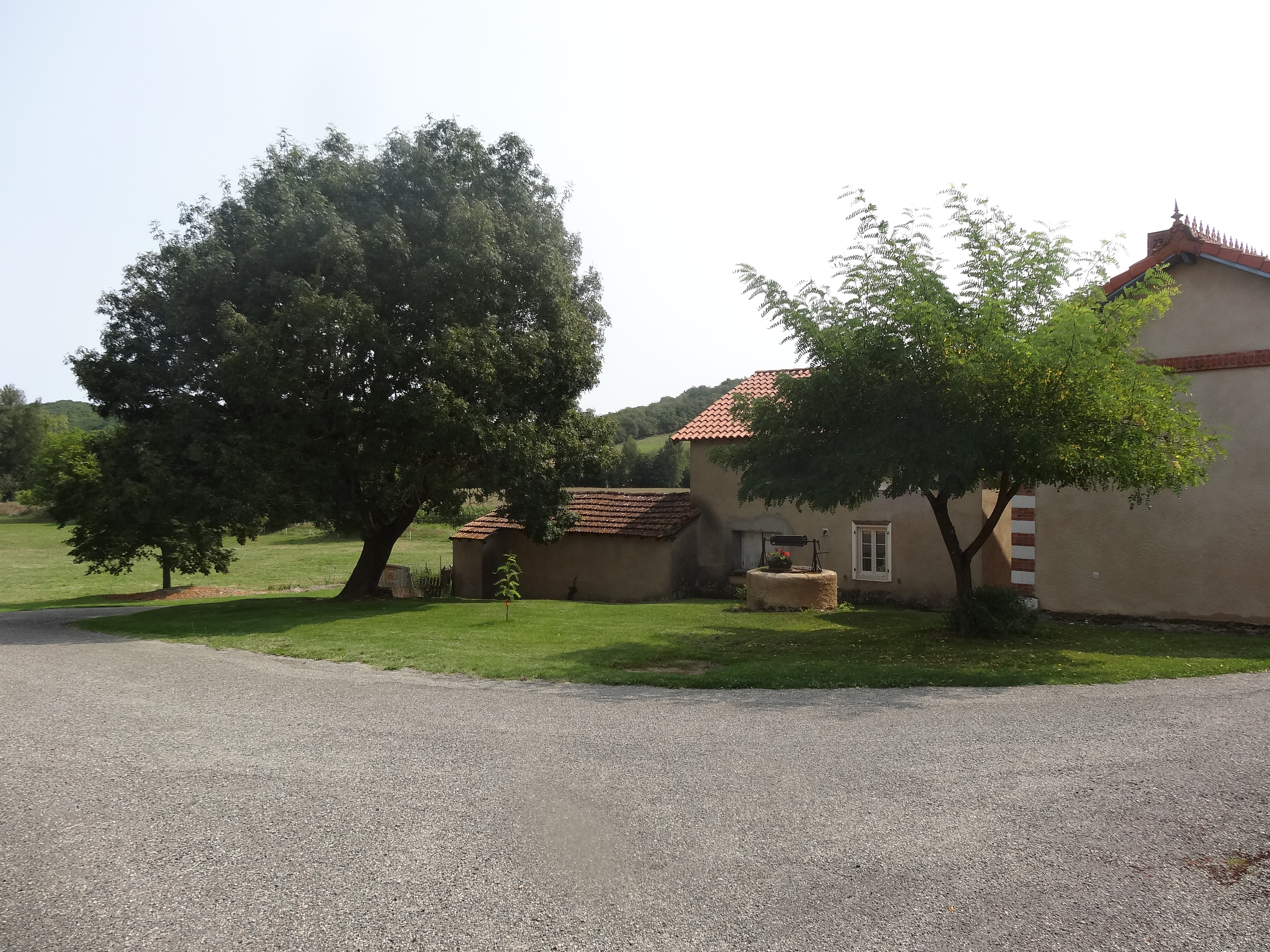
Espace vert comprenant un puits.